# دئون همینگس
دئون همینگس (انگلیسی: Deon Hemmings؛ زادهٔ ۹ اکتبر ۱۹۶۸) دونده زن سابق اهل جامائیکا است.
وی در مسابقات کشوری و بین‌المللی در مجموع برندهٔ ۲ مدال طلا، ۳ مدال نقره، ۳ مدال برنز شده‌است.